# Apatit
Apatit este denumirea generică a mineralelor fluorapatit, clorapatit, hidroxilapatit din grupa apatitului piromorfic, diferențiate între ele prin prezența ionilor de fluor (F), clor (Cl) respectiv a grupei hidroxil (OH).

## Descriere
Formula chimică generală a mineralului: Ca5(PO4)3(F,Cl,OH).
Formulele chimice ale mineralelor individuale: 
- Ca5(PO4)3F (fluorapatit)
- Ca5(PO4)3Cl (clorapatit)
- Ca5(PO4)3(OH) (hidroxilapatit)

Ca minerale, aparțin de clasa fosfaților, arsenaților și vanadaților, fiind fosfați anhidrici cu anioni străini, ce cristalizează în sistemul hexagonal, cu duritatea 5 (scara Mohs), o densitate de 3,2 și cu un habitus de culori variate (verde, brun, alb).

## Istoric
Numele mineralului provine din greaca veche ("άπατᾶν" = ápatan = „înșelător”), ce se poate interpreta după formele variate de culoare, putându-l ușor confunda cu mineralele beril, topaz sau turmalină.

## Varietăți
- Fluorapatit - foarte frecvent întâlnit în natură, incolor, sau de culoare albă, galbenă, roză, albastră, violetă, verde, sau brună.
- Clorapatit - foarte puțin răspândit, de culoare albă, sau cu diferite nuanțe de galben.
- Hidroxilapatit - foarte puțin răspândit, de culoare albă, sau cu diferite nuanțe de galben și cenușiu.
- Apatit-Ochi de pisică.
- Spargelstein - verde-gălbui.
- Moroxit - verde-albăstrui, violet, și roșu.

## Geneză
Apatitul este întâlnit în roci vulcanice (pegmatite), în roci metamorfice sau în roci sedimentare (calcare), luând naștere din materii organice.
Cel mai des este întâlnit în Brazilia, China, India, Marile Lacuri, Madagascar, Maroc, Mexic, Pakistan, Rusia, Elveția, Sri Lanka și SUA.

## Utilizare
- Apatitul (cu conținut de mangan) este folosit ca etalon pentru determinarea durității (după scara Mohs).
- Este minereul cel mai important din care se extrage fosforul, respectiv din care se fabrică îngrășăminte chimice cu fosfați și acidul fosforic.
- În medicină hidroxilapatitul, combinat cu trifosfatul de calciu, este utilizat ca înlocuitor al oaselor scheletului sau ca implanturi cu titan.
- În cromatografie hidroxilapatitul este folosit pentru separarea fragmentelor de proteine.
- În organismele vii hidroxilapatitul este o parte importantă în procesul de formare a scheletului. Osteoblastele (celulele ce sintetizează substanța osoasă) pot să extragă din mineral ionii de fosfor și calciu necesari pentru sinteza osului.
- Interesul pentru apatit ca piatră prețioasă este în creștere (varietatea "Ochi de pisică"); dezavantajul acestuia constă în faptul că devine instabil la căldură, lumină, fiind ușor atacat de acizi.